# Ranunculus muscigenus
Ranunculus muscigenus är en ranunkelväxtart som beskrevs av Wen Tsai Wang. Ranunculus muscigenus ingår i släktet ranunkler, och familjen ranunkelväxter. Inga underarter finns listade i Catalogue of Life.